# Bowmaniella johnsoni
Bowmaniella johnsoni är en kräftdjursart som först beskrevs av W. M. Tattersall 1937.  Bowmaniella johnsoni ingår i släktet Bowmaniella och familjen Mysidae. Inga underarter finns listade i Catalogue of Life.